# Vicarius Filii Dei
Vicarius Filii Dei (с лат. — «Наместник Сына Божьего») — формулировка, использовалась в поддельном средневековом Даре Константина и касалась апостола Петра. Также она фигурировала в аргументах ряда протестантских групп, которые видели в нем «Число дьявола» (666) с Апокалипсисом и, соответственно, ассоциировали Папу с Антихристом.

## Происхождение формулировки
Римско-католическая церковь называет Папу Римского преемником апостола Петра и наместником Иисуса Христа, который, в то же время, всеми христианами считается Сыном Божиим. Один из официальных титулов Папы Римского есть титул Vicarius Christi, то есть «Наместник Христа» .
Формулировка Vicarius Filii Dei впервые встречается в так называемом Даре Константина — поддельном документе средневековой эпохи, в котором говорилось о передаче Константином І верховной власти над Западной Римской империей главе Римской церкви. «Наместником Сына Божьего» в этом документе был назван Апостол Петр, тогда как понтифики «замещают самого главу апостолов» .
В течение около 800 лет дар Константина считался настоящим и использовался, а также цитировался папами в качестве аргумента для укрепления власти в светских делах. Однако, как подчеркивают католики, Vicarius Filii Dei никогда не использовался как официальный титул Папы Римского.

## Число 666
Существует мнение о том, что формула Vicarius Filii Dei представляет собой число 666, которое, согласно книге Откровение является Числом зверя. Эта ассоциация используется преимущественно протестантами как аргумент против Папы Римского. Сторонники этой версии обычно считают, что Vicarius Filii Dei был официальным титулом Папы Римского, а также считают, что эти слова были изображены на тиаре или митре Римских Пап.
| V . . . . . 5 I . . . . . 1 C . . . .100 A . . . . . 0 R . . . . . 0 I . . . . . 1 U . . . . . 5 S . . . . . 0 |  | F . . . . . 0 I . . . . . 1 L . . . . . 50 I . . . . . 1 |  | D . . . . 500 E . . . . . 0 I . . . . . . 1 |       |
| --------------- 112                                                                                            |  | --------------- +53                                      |  | --------------- +501                        | = 666 |

### Работа Андреаса Хельвига
Первой работой, связавшей «число дьявола» со Святым Престолом, стала книга профессора Андреаса Хельвига (Andreas Helwig) 1612 года «Римский антихрист» (Antichristus Romanus) . 
Сам Хельвиг рассматривал эту формулировку скорее как расширение исторического Vicarius Christi, чем как официальный титул и не говорил о наличии такой надписи на тиаре или митре. Толкование Хельвига не получило широкой известности вплоть до французской революции . Позже, однако, протестанты активно использовали подсчёты Хельвига, рассматривая Vicarius Filii Dei как официальный титул и утверждая, что эта надпись присутствовала на папской тиаре и/или митре.

### Позиция Церкви Адвентистов седьмого дня
Адвентисты утверждают, что титул Vicarius Filii Dei когда-то был начертан на папской короне. Нижеследующее свидетельство по этому поводу приводится Д.Е. Сколзом Старшим, Вошбурн:

«Я встречал двух людей, которые заявляли, что видели эту особенную корону. Их свидетельства так хорошо сочетались, что я уверен в правдивости их наблюдений. Первым человеком был М. Де Латти, соблюдающий субботу, который до этого, являясь католическим священником, провел четыре года в Риме. Он навестил меня, когда я был пастором в St. Paul, Minn., несколько лет назад. Я показал ему свой трактат «Божья печать и знак зверя». Для начала он сказал, что надпись неправильно расположена на моей иллюстрации. Он уверил меня, что часто видел её в музее в Ватикане и [стр. 625] дал подробное и точное описание всей короны. Когда мой трактат был опубликован [февраль 1895], я невежественно расположил латинские слова на иллюстрации короны в одну линию. Брат Де Латти однажды заметил мою ошибку и сказал, что первое слово этой фразы находилось на первой из трех корон, второе располагалось на второй, а слово Dei было написано на нижней части этой тройной короны. Он также объяснил, что первые два слова были составлены из темных драгоценных камней, в то время, как слово Dei было целиком выложено из бриллиантов.
«Во время молитвенного собрания под тентом, в котором я участвовал в Вебб Сити, Мос., я представил работу «Божья печать и знак зверя». Я использовал рисунки, чтобы проиллюстрировать её. На одном из них была изображена репродукция короны в том виде, какой её описывал Брат Де Латти. Один пресвитерианский священник, Рев. Б. Хоффман был на этом докладе. Когда я начал описывать корону, он публично заявил, что видел эту корону, когда изучал Священное Писание в Риме. Он также заметил, что слово Dei было выполнено при помощи сотни брильянтов. Я переговорил с ним позже и запомнил его имя, затем я навестил его и убедился, благодаря его описанию, что это была та же самая корона, которую видел и Брат Де Латти, и существование которой многие отрицали. Тогда я попросил его дать мне эти свидетельства в письменной форме, и он сделал это:
«Для того, кому это может пригодиться: Сие удостоверяет, что я родился в Баварии в 1828 году, получил образование в Мюнхене и был воспитан в семье католиков. С 1844 по 1845 гг. я был студентом в Колледже Иезуитов в Риме. На Пасхальном служении в 1845 году Папа Григорий XVI был в тройной короне, на которой присутствовала надпись из брильянтов: Vicarius Filii Dei. Нам сказали, что слово Dei состоит из сотни брильянтов. Другие слова были выложены драгоценными камнями более темного оттенка. На каждой короне было по одному слову — фраза не была написана в одну линию. Я присутствовал на службе, видел корону отчетливо и детально это заметил.
В 1850 году я был обращен к Богу и перешел в протестантизм. Через два года я вступил в состав Евангелистской Церкви, но позже присоединился к Пресвитерианской Церкви, к [стр. 626] которой принадлежу и сейчас, являясь отошедшим от дел пастором. Служению я посвятил пятьдесят лет своей жизни.
Я сделал вышеизложенное свидетельство по просьбе Д.Е. Сколза Старшего, утверждающего, что многие отрицают, что папа когда-либо носил эту тиару. Но я знаю, что он делал это, потому что видел её на его голове.
Искренне ваш в Христианском служении.
(Подписано) Б. Хоффман.
[Бальтазер Хоффман]
Вебб Сити, Мо., 29 октября 1906 г». Скан письма Бальтазера Хоффмана о надписи на тиаре — http://biblelight.net/Sources.htm#Hoffmann
В 1866 году Урия Смит (en:Uriah Smith) представил числовое толкования в в Церкви Адвентистов седьмого дня  В газете The United States in the Light of Prophecy он написал:

Папа носит выложенный драгоценными камнями на своей короне титул: «Vicarius Filii Dei» («Наместник Сына Божьего»), числовое значение этого титула в точности является 666. Это число зверя и папства; это число его имени, который он принял в своем титуле...
Однако реакция адвентистов была разной. Например, Дж. Н. Эндрюс (en:J. N. Andrews) разделил взгляд Смита  однако ряд других не согласились со Смитом. В одной из адвентистских книг были помещены фотографии папской тиары со словами «Vicarius Filii Dei» добавленными художником. Оригинал фотографии был взят из Ватиканского музея по просьбе администратора Церкви адвентистов В. В. Прескотта, однако сам Прескотт был шокирован, когда увидел искаженную фотографию в книге. Тогда на Генеральной конференции адвентистов было решено прекратить печать книги пока фотография не будет удалена.
Стоит отметить, что кроме суммы букв Vicarius Filii Dei, адвентисты пытались найти и другие «библейские признаки» этой власти. В то же время, в качестве одного из контраргументов, католики отмечают, что имя Елены (Эллен) Уайт (en:Ellen Gould White), одной из соучредителей Церкви Адвентистов седьмого дня, также при подсчёте даёт число 666, если считать U как V, a W как V V.
На сегодняшний день многие авторитетные адвентистские богословы (такие как Джон Паулин и Ранко Стефанович), исследующие книгу Откровение, не разделяют подход Урии Смита к толкованию числа 666. Толкование числа 666 путем подсчитывания цифрового эквивалента латинских и еврейских букв, не является герменевтически оправданным приемом и не используется более нигде в Библии

### Папская тиара
Католики опровергают утверждение адвентистов. С одной стороны, если адвентисты как правило говорят про одну тиару, то в действительности существует несколько папских тиар. Все старинные тиары за исключением тиары Григория XIII (1572-85) были уничтожены в 1798 году во время наполеоновских войн. Ряд тиар был создан после 1800 года и в дальнейшем выбор того или иного Папы в пользу той или иной тиары определялся рядом факторов, таких как размер головы Папы, комфортность, древность тиары и т. п. Все показания адвентистов об изложенных слова Vicarius Filii Dei приходятся на XIX век. Поскольку все тиары, существовавшие в XIX веке, сохранились до настоящего времени, то эти показания легко опровергаются: ни одна из существующих тиар не содержит подобных надписей, то есть Бальтазер Хоффман попросту лгал.

### Папская митра
Не имея доказательств относительно надписи Vicarius Filii Dei на папской тиаре, адвентисты предполагали, что такая надпись существовала на папской митре. Ватикан имеет большую коллекцию митр трех категорий: Золотая митра (mitra auriphrygiata), Роскошная митра (mitra pretiosa) и простая митра (mitra simplex). Только mitra pretiosa украшалась драгоценными камнями и предоставляла бы отражать надписи. Другие были одноцветные: первая — золотая или из белого шелка соответственно.
Изображение Пап, носящих митру существуют многие столетия в картинках, а в последнее столетие и в фотографиях. Однако не существует ни одного независимого нерелигиозного источника, в котором бы присутствовали слова Vicarius Filii Dei. В то же время, тиары, как светские символы Папской власти, иногда надеваются в присутствии небольших групп людей (например, встречи с представителями дипломатического корпуса), так и в присутствии больших групп, митры имели однозначно литургический характер, и поэтому их носили во время религиозных церемоний в присутствии большого количества людей. Не существует независимо подтверждённых сообщений о том, что Папа носил митру со словами Vicarius Filii Dei.